# Лежанка

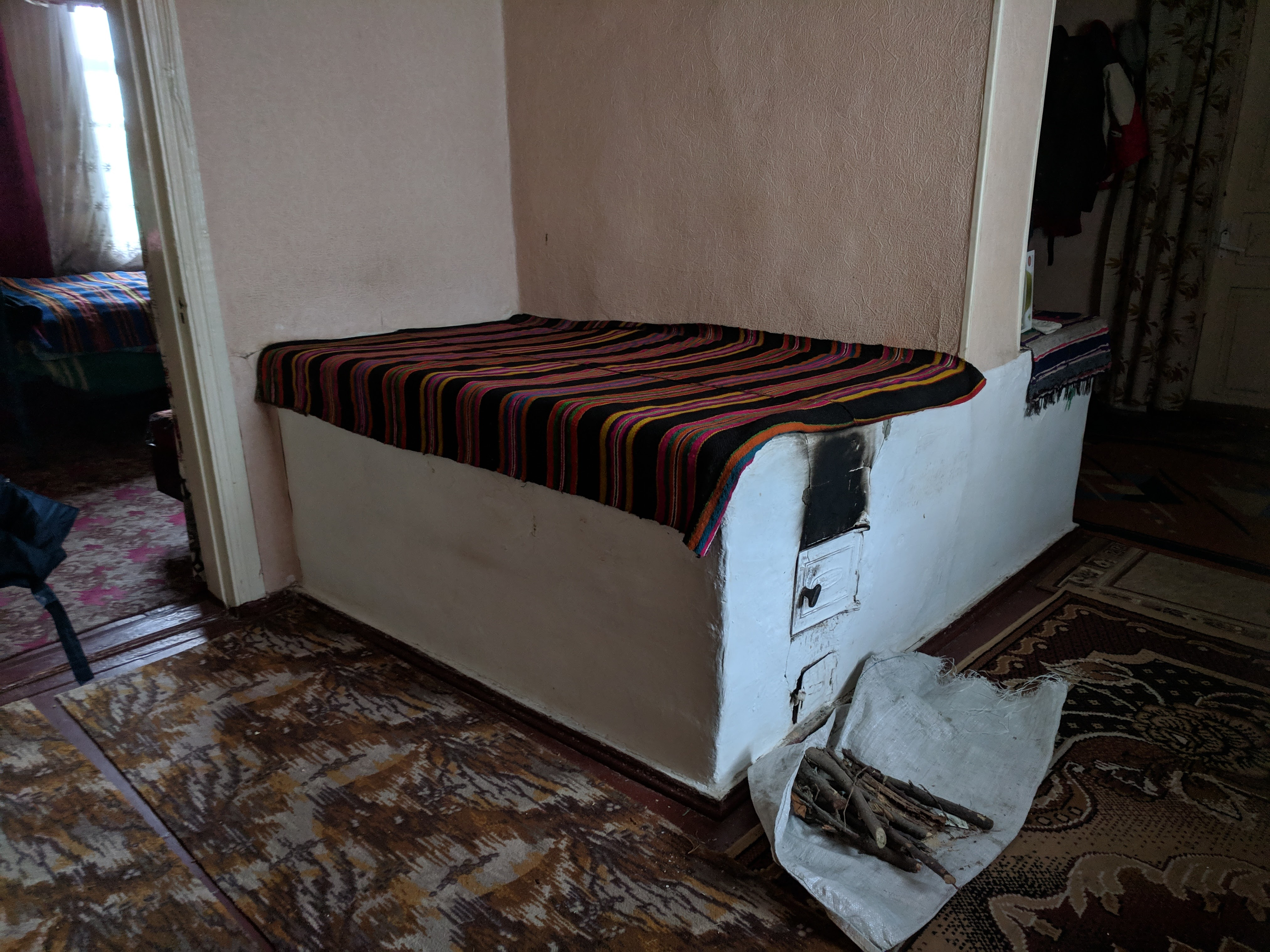
Лежанка. Хата середини XX століття (Савинці, Київська область)

Лежанка — низька частина печі у вигляді місця для лежання і спання (особливо взимку).
Лежанка виготовляється з каменю, зазвичай з того самого що й інші частини печі. Лежанки були звичайним елементом традиційної української хати, і залишаються досить поширеним елементом української хати. Інколи лежанку прикрашали (прикрашають) розписами, малюнками, кахлями. Лежанка слугує як акумулятор тепла, щоб тепла від розігрітої печі вистачило на значний час. Зазвичай там спали старші люди та діти.
За етнологом Романом Радовичем, виділення лежанки як окремого опалювального елемента стало можливим «лише з ліквідацією курної системи опалення (влаштування димозбірника та відводом диму поза межі житлового приміщення)». Цей процес відбувався швидше у лісостеповій частині України, можливо навіть із початку XIX століття, тоді як на Поліссі — кінець XIX та початок XX століть, де стали характерними тільки для Лівобережного (Чернігівська та Сумська області) та Середнього Полісся (Київська та Житомирська області).
На Волині лежанку робили біля печі, з окремим від печі ходом для диму. За дослідженнями етнографа Василя Кравченка, «між причілковою стіною й лежанкою на півдні Волині — піл на постіль, а на півночі — велике квадратове, без спинок, обляшковане дошками, соснове ліжко; над ним — жердка на одяг». Дослідник Роман Радович зазначив, що не вдалося знайти «згадок про опалювані лежанки на теренах Рівненської та Волинської областей», хоча дослідники писали, що вони «вже у кінці XIX ст. зустрічались у всіх повітах колишньої Волинської губернії».
У подільських хатах у задній стіні, де була піч чи лежанка, робили невелике віконце.
Лежанка може розташовуватися в кімнаті, але саме місце закладки палива в іншій. Лежанки стають все більш популярними для альтернативного обігріву спальних кімнат. Традиційно всі лежанки були односпальними (ширина лежанки становила від 0,54 м до 0,65 м; а висота — від 0,8 м до 0,92 м), але сучасні варіанти можуть бути досить широкими, достатніми для розміщення двох-трьох людей.

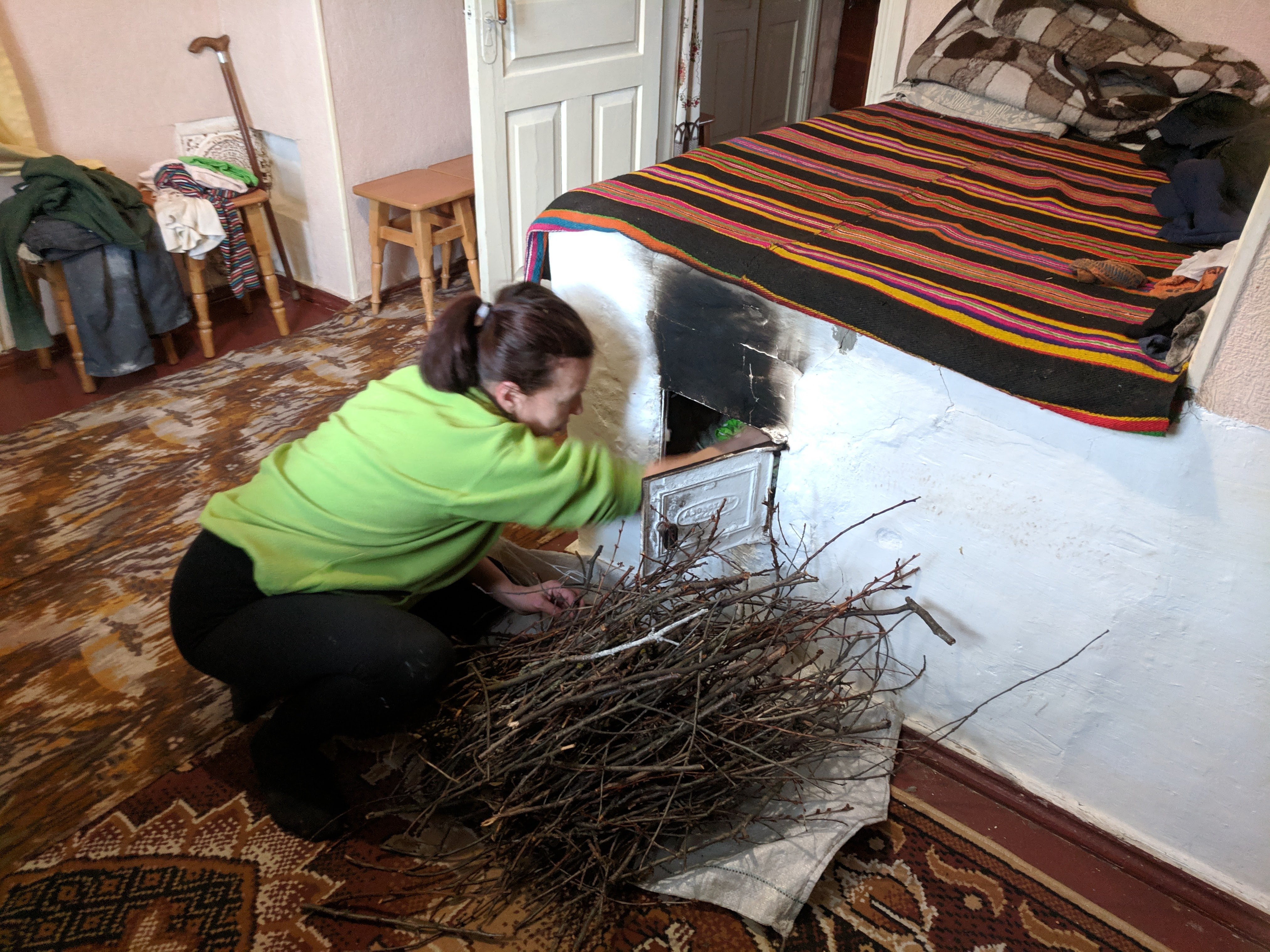
Розпалювання лежанки
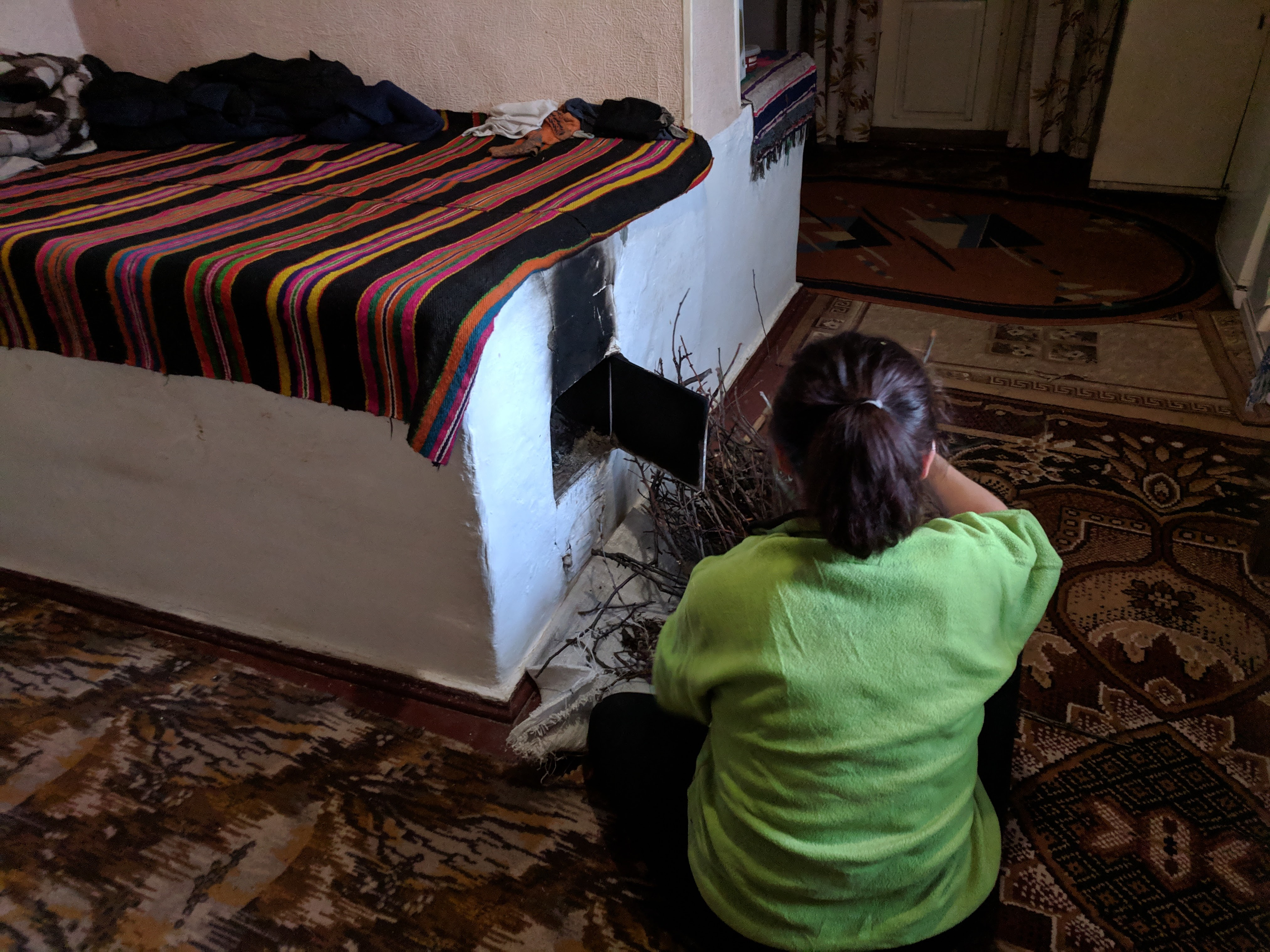
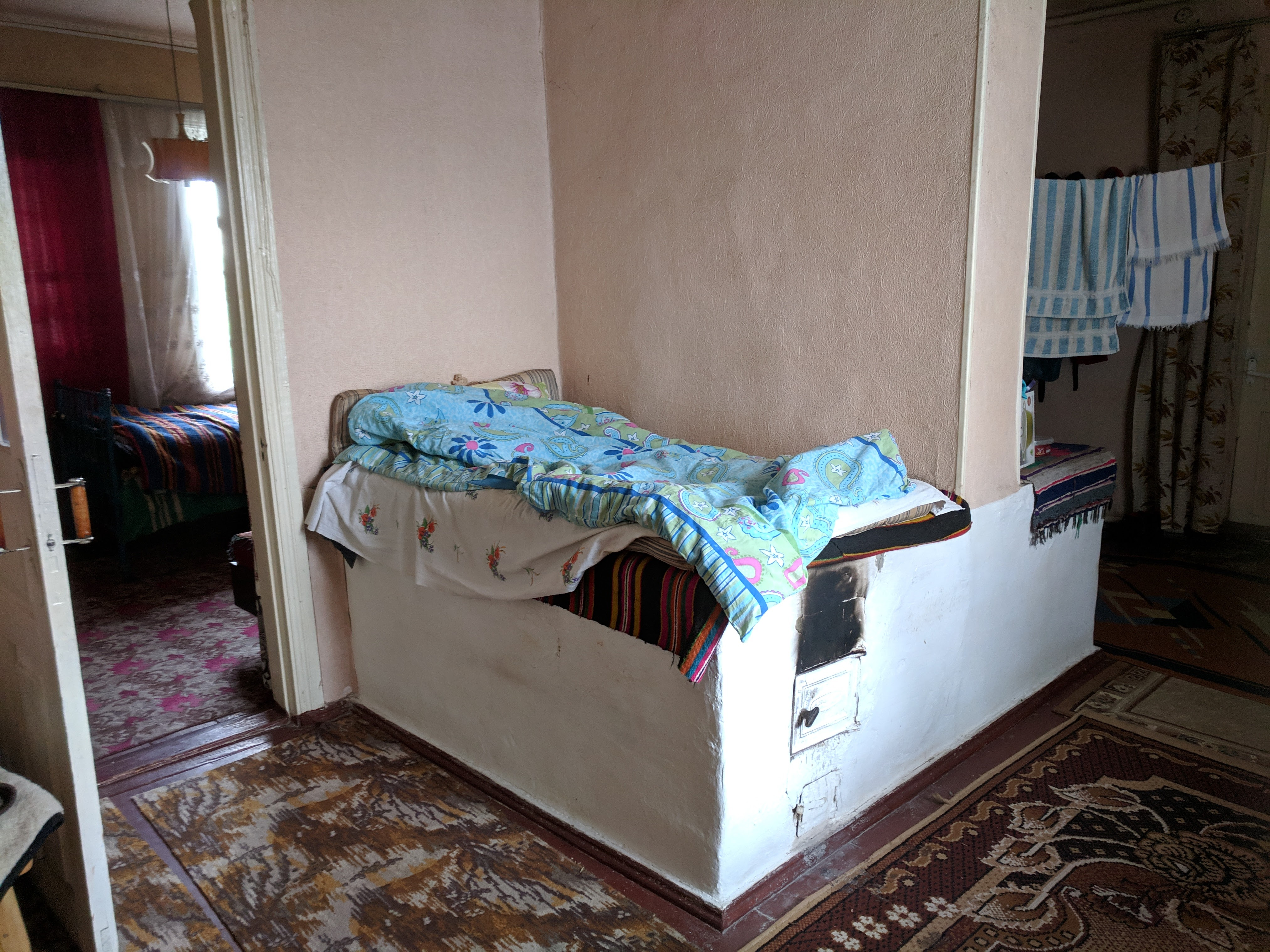
Спальне місце на лежанці
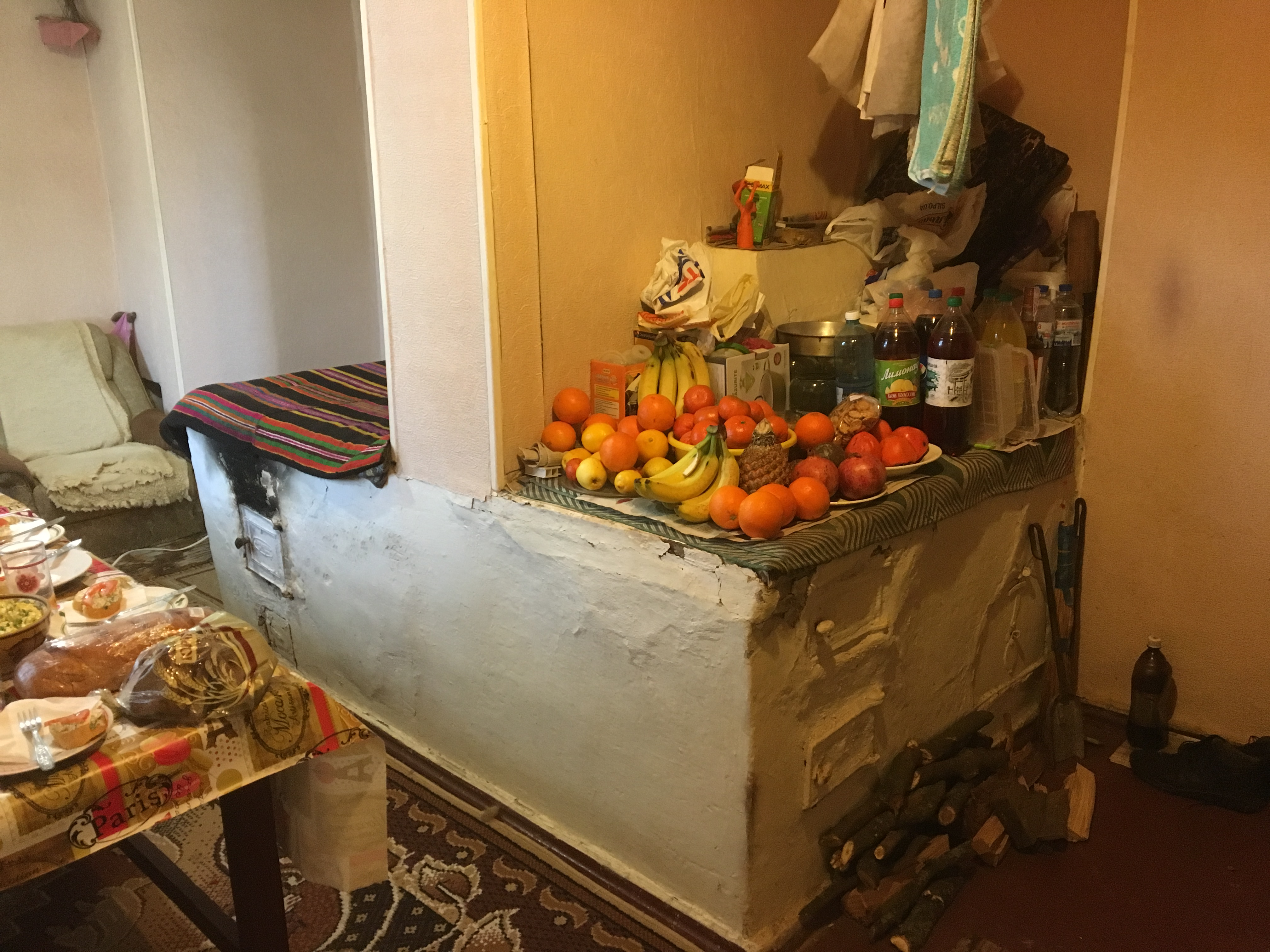
Піч для приготування їжі окремо від лежанки (на задньому плані)
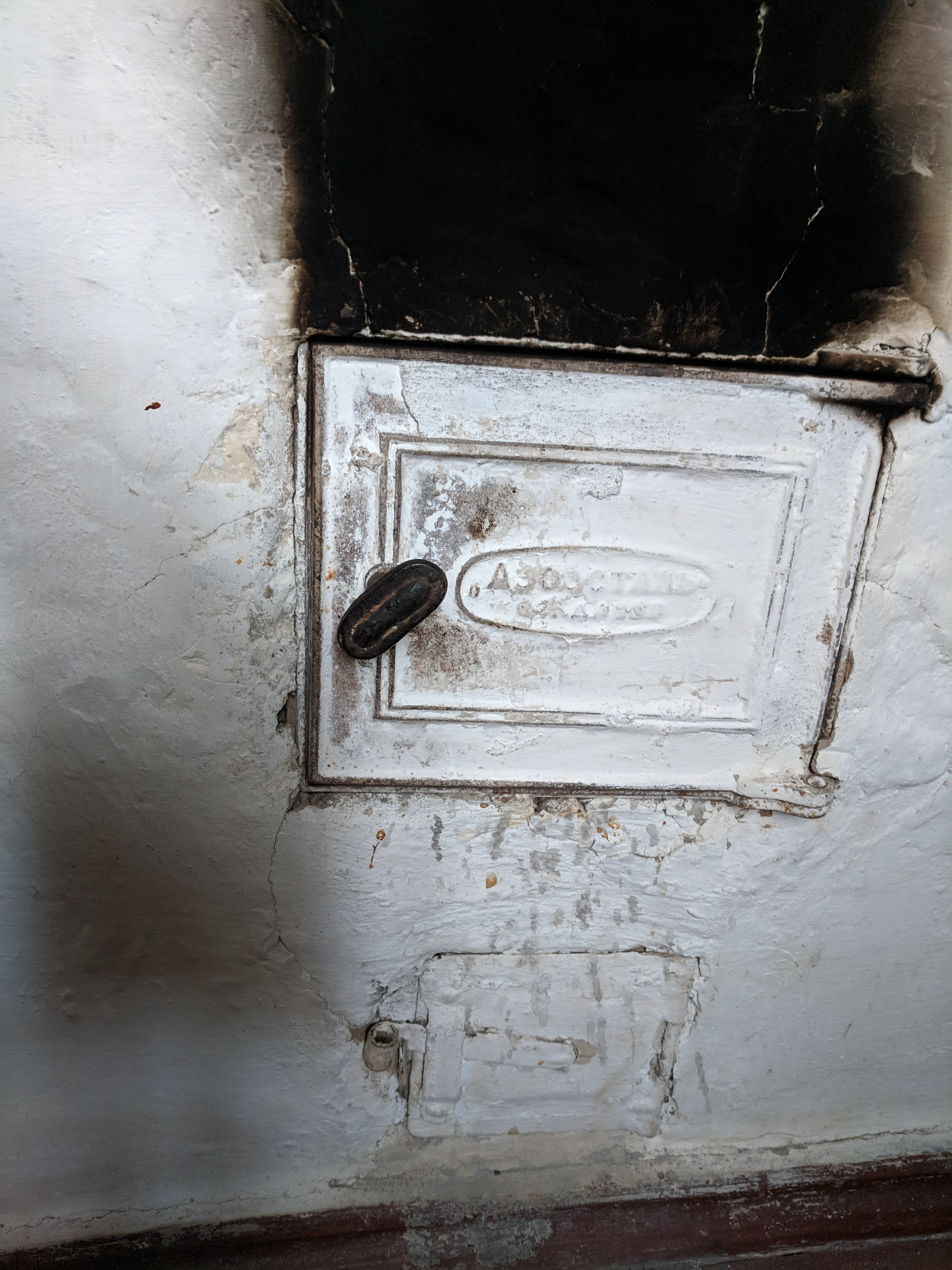
Елементи лежанки